# 6319 Береговий
6319 Берегови́й (6319 Beregovoj) — астероїд головного поясу, відкритий 19 листопада 1990 року.
Тіссеранів параметр щодо Юпітера — 3,608.